# Bestla
Na mitologia nórdica, Bestla era uma antiga jotun (mulher gigante), filha de Bolthorn e irmã de Mímir. Ela se casou com Borr, filho de Búri, nascido do leite da vaca Audumla. Era a mãe de Odin, de Vé, de Vili, de Hoenir e de Lóðurr.  